# Stérilisation des œufs d'oie

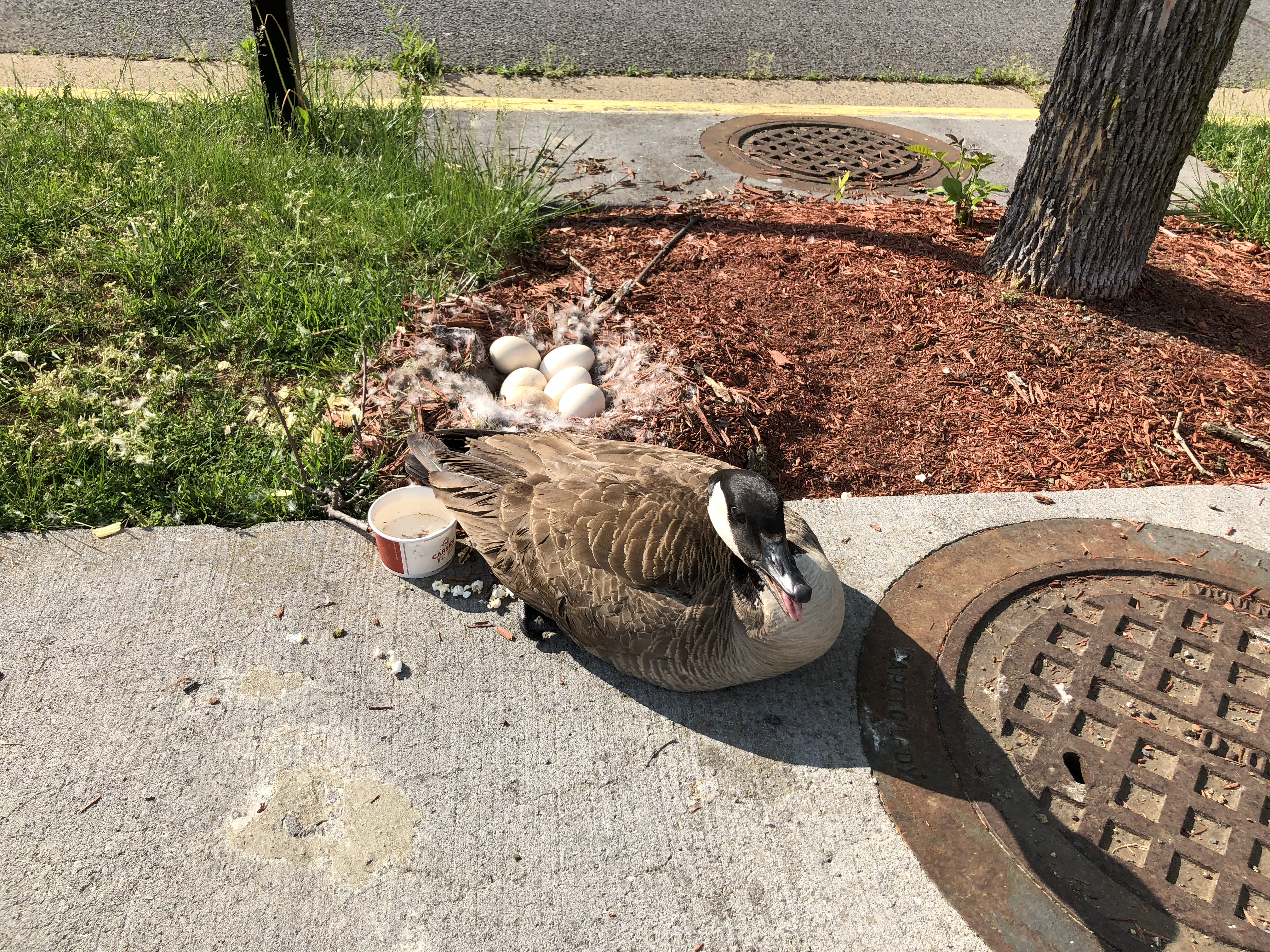
Une bernache du Canada gardant ses œufs dans le parking d'un Applebee en Virginie.

La stérilisation des œufs d'oie est une méthode de gestion de la faune pour le contrôle de la population des bernaches du Canada et d'autres espèces d'oiseaux. Le processus de stérilisation consiste à retirer temporairement les œufs fécondés du nid, à tester le développement de l'embryon, à tuer l'embryon et à replacer l'œuf dans le nid. Le retour de l'œuf au nid induit l'oie en erreur en lui faisant croire que l'œuf est toujours en développement. Sinon, l'oie recommencerait à pondre.
Pour fonctionner efficacement, la stérilisation doit être effectuée de manière à ne pas éveiller les soupçons de l'oie. Pour cela, elle ne doit pas modifier l'odeur, l'apparence ou la texture de l'œuf. Des techniques de stérilisation efficaces sont diffusées par la Humane Society of the United States et par l'Internet Center for Wildlife Damage Management. Il est possible que la façon la plus simple d'effectuer la stérilisation soit d'enduire l'œuf d'huile de maïs, privant ainsi l'embryon d'oxygène et provoquant sa mort.
Les bernaches du Canada sont protégées aux États-Unis par le Traité sur les oiseaux migrateurs de 1918 (M.B.T.A). Selon la Humane Society of the United States, le US Fish and Wildlife Service n'exige plus de permis spéciaux pour stériliser des œufs dans les États-Unis contigus, mais il faut d'abord s'inscrire auprès du Service (Resident Canada Goose Nest and Egg Registration Site).

## Mise en œuvre majeure
La stérilisation des œufs d'oie a été principalement utilisée à la suite de l'accident d'avion du vol US Airways 1549 le 15 janvier 2009. À la suite une enquête a déterminé que l'accident d'avion avait été causé par un impact de bernaches du Canada. Ainsi, environ 1 739 œufs d'oie ont été enduits d'huile dans le but d'empêcher que des incidents similaires ne se produisent.